# 克拉斯诺亚尔斯克高速电车
克拉斯诺亚尔斯克地铁（羅馬化：Krasnoyarsky metropoliten）系统是一个俄罗斯克拉斯诺亚尔斯克边疆区克拉斯诺亚尔斯克仍在建设中的地铁系统。自二十世纪九十年代末开始进行缓慢建设。原本计划在2005年竣工开始运营，但被推迟到了2014年。2010年，联邦预算被削减，所以完工之日又被拖延，直至今日仍未开通。2015年初，由于高额的支出和预算不足，克拉斯诺亚尔斯克边疆区时任州长特罗肯斯基命令暂停建设。如果建成，克拉斯诺亚尔斯克地铁系统将成为俄罗斯的第八个地铁系统，西伯利亚的第三个地铁系统。

## 建设

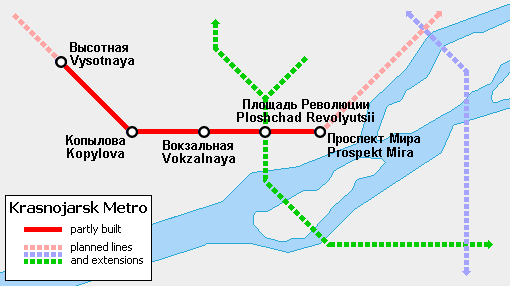
克拉斯诺亚尔斯克地铁系统规划图

克拉斯诺亚尔斯克地铁系统于1995年开始建设，计划修建三条线路和30个地铁站。然而，经过三年的建设工作，隧道仅仅挖通了300米左右，由于缺乏资金而大大减慢了建设速度。2004年，新的隧道设备已经购置，但由于预算被削减又停止了进展。2005年，俄罗斯联邦政府开始将这个项目提上日程，为此分配了1亿4400万卢布预算，这将有助于将隧道再向前推进250米。2006年，联邦政府又分配了2.3亿卢布，隧道又向前推进了500米左右。然而，这对于整个系统长度而言是微不足道的。克拉斯诺亚尔斯克地铁系统原本计划在2005年竣工开始运营，但被推迟到了2014年。2010年，联邦预算被削减，所以完工之日又被拖延，直至今日仍未开通。